# Резолюции Совета Безопасности ООН 101—200
Резолюции Совета Безопасности ООН 101—200 — резолюции, принятые Советом Безопасности Организации Объединенных Наций в период с 24 ноября 1953 года по 15 марта 1965 года. 

## Список резолюций
| №   | 0Дата00               | Голосование: за—против—воздерж.                               | Обсуждаемый вопрос |
| --- | --------------------- | ------------------------------------------------------------- | --- |
| 101 | 24 ноября 1953 года   | 9—0—2 Воздерж.: Ливан, СССР                                   | Нарушение Израилем общего перемирия, инцидент в Кибии |
| 102 | 3 декабря 1953 года   | 10—0—1 Воздерж.: СССР                                         | Заявления Японии о приёме её в число участников Статута Международного Суда |
| 103 | 3 декабря 1953 года   | 10—0—1 Воздерж.: СССР                                         | Заявления Сан-Марино о приёме его в число участников Статута Международного Суда |
| 104 | 20 июня 1954 года     | 11—0—0                                                        | Государственный переворот 1954 года в Гватемале |
| 105 | 28 июля 1954 года     | Принята без голосования                                       | Смерть Бенегала Нарсинга Рау, выборы в Международный Суд ООН |
| 106 | 29 марта 1955 года    | 11—0—0                                                        | Осуждение нападения Израиля на египетскую армию в секторе Газа |
| 107 | 30 марта 1955 года    | 11—0—0                                                        | Призыв к сотрудничеству Египта и Израиля с Организацией по наблюдению за перемирием |
| 108 | 8 сентября 1955 года  | 11—0—0                                                        | Палестинский вопрос Призыв к прекращение военных действий и меры по предотвращению дальнейших инцидентов в районе Газы |
| 109 | 14 декабря 1955 года  | 8—0—3 Воздерж.: Бельгия, Китайская рес-ка, США                | Прием новых членов: Албания, Иордания, Ирландия, Португалия, Венгрия, Италия, Австрия, Румыния, Болгария, Финляндия, Цейлон, Непал, Ливия, Камбоджа, Лаос, Испания. |
| 110 | 16 декабря 1955 года  | 9—1—1 Против: СССР Воздерж.: Франция                          | Вопрос о пересмотре Устава Организации Объединенных Наций |
| 111 | 19 января 1956 года   | 11—0—0                                                        | Палестинский вопрос: Письмо представителя Сирии от 13 декабря 1955 г. на имя Председателя Совета Безопасности |
| 112 | 6 февраля 1956 года   | 11—0—0                                                        | Прием новых членов: Судан |
| 113 | 4 апреля 1956 года    | 11—0—0                                                        | Палестинский вопрос: степень выполнения общих соглашений о перемирии и резолюций Совета Безопасности, принятых в прошлом году |
| 114 | 4 июня 1956 года      | 11—0—0                                                        | Палестинский вопрос: степень выполнения общих соглашений о перемирии и резолюций Совета Безопасности, принятых в прошлом году |
| 115 | 20 июля 1956 года     | 11—0—0                                                        | Прием новых членов : Марокко |
| 116 | 26 июля 1956 года     | 11—0—0                                                        | Прием новых членов: Тунис |
| 117 | 6 сентября 1956 года  | 11—0—0                                                        | Смерть судьи Сюй Мо и избрание в Международный Суд |
| 118 | 13 октября 1956 года  | 11—0—0                                                        | Жалоба Египта против Соединенного Королевства и Франции Ситуация, создавшаяся в результате односторонних действий египетского правительства, которыми положен конец системе международного управления Суэцким каналом, утвержденной и пополненной Конвенцией 1888 года о Суэцком канале |
| 119 | 31 октября 1956 года  | 7—2—2 Против: Франция, Великобр. Воздерж.: Австралия, Бельгия | Жалоба Египта против Соединенного Королевства и Франции Передача дебатов по Суэцкому кризису в Генеральную Ассамблею на её первой чрезвычайной специальной сессии |
| 120 | 4 ноября 1956 года    | 10—1—0 Против: СССР                                           | Положение в Венгрии Передача дебатов о Венгерском восстании в Генеральную Ассамблею на второй чрезвычайной специальной сессии |
| 121 | 12 декабря 1956 года  | 11—0—0                                                        | Прием новых членов: Япония |
| 122 | 24 января 1957 года   | 10—0—1 Воздерж.: СССР                                         | Индо-пакистанский вопрос |
| 123 | 21 февраля 1957 года  | 10—0—1 Воздерж.: СССР                                         | Индо-пакистанский вопрос |
| 124 | 7 марта 1957 года     | 11—0—0                                                        | Прием новых членов: Гана |
| 125 | 5 сентября 1957 года  | 11—0—0                                                        | Прием новых членов: Малайская Федерация |
| 126 | 2 декабря 1957 года   | 10—0—1 Воздерж.: СССР                                         | Индо-пакистанский вопрос |
| 127 | 22 января 1958 года   | 11—0—0                                                        | Палестинский вопрос |
| 128 | 11 июня 1958 года     | 10—0—1 Воздерж.: СССР                                         | Протест Ливана |
| 129 | 7 августа 1958 года   | 11—0—0                                                        | Протест Иордании |
| 130 | 25 ноября 1958 года   | Принята без голосования                                       | Смерть судьи Хосе Густаво Герреро и выборы в Международный Суд |
| 131 | 9 декабря 1958 года   | 10—0—1 Воздерж.: Франция                                      | Прием новых членов в Организацию Объединенных Наций Гвинейская Республика |
| 132 | 7 сентября 1959 года  | 10—1—0 Против: СССР                                           | Жалоба Лаоса на нарушение границы войсками Северного Вьетнама |
| 133 | 26 января 1960 года   | 11—0—0                                                        | Прием новых членов Камерун |
| 134 | 1 апреля 1960 года    | 9—0—2 Воздерж.: Франция, Великобритания                       | Осуждение расстрела в Шарпевиле и апартеида в Южной Африке |
| 135 | 27 мая 1960 года      | 9—0—2 Воздерж.: Польша, СССР                                  | Вопрос о взаимоотношениях между великими державами |
| 136 | 31 мая 1960 года      | 11—0—0                                                        | Прием новых членов Республика Того |
| 137 | 31 мая 1960 года      | Принята без голосования                                       | Смерть судьи Герша Лаутерпахта и выборы в Международный Суд |
| 138 | 23 июня 1960 года     | 8—0—2 Воздерж.: Польша, СССР                                  | Жалоба Аргентины на Израиль в связи с похищением Адольфа Эйхмана |
| 139 | 28 июня 1960 года     | 11—0—0                                                        | Прием новых членов: Федерация Мали |
| 140 | 29 июня 1960 года     | 11—0—0                                                        | Прием новых членов: Малагасийская республика |
| 141 | 5 июля 1960 года      | 11—0—0                                                        | Прием новых членов: Сомалийская республика |
| 142 | 7 июля 1960 года      | 11—0—0                                                        | Прием новых членов: Республика Конго (ДРК) |
| 143 | 14 июля 1960 года     | 8—0—3 Воздерж.: Китайская Республика, Франция, Великобритания | Конголезский кризис; требование вывода бельгийских войск |
| 144 | 19 июля 1960 года     | 9–0–2 Воздерж.: Польша, СССР                                  | Американо-кубинские отношения |
| 145 | 22 июля 1960 года     | 11—0—0                                                        | Конголезский кризис; вывод бельгийских войск |
| 146 | 9 августа 1960 года   | 9—0—2 Воздерж.: Франция, Италия                               | Ввод миротворцев ООН в Катангу |
| 147 | 23 августа 1960 года  | 11—0—0                                                        | Прием новых членов: Дагомея |
| 148 | 23 августа 1960 года  | 11—0—0                                                        | Прием новых членов: Нигер |
| 149 | 23 августа 1960 года  | 11—0—0                                                        | Прием новых членов: Республика Верхняя Вольта (Бенин) |
| 150 | 23 августа 1960 года  | 11—0—0                                                        | Прием новых членов: Кот-д’Ивуар |
| 151 | 23 августа 1960 года  | 11—0—0                                                        | Прием новых членов: Чад |
| 152 | 23 августа 1960 года  | 11—0—0                                                        | Прием новых членов: Республика Конго |
| 153 | 23 августа 1960 года  | 11—0—0                                                        | Прием новых членов: Габон |
| 154 | 23 августа 1960 года  | 11—0—0                                                        | Прием новых членов: ЦАР |
| 155 | 23 августа 1960 года  | 11—0—0                                                        | Прием новых членов: Республика Кипр |
| 156 | 9 сентября 1960 года  | 9—0—2 Воздерж.: СССР, Польша                                  | Введение санкций отношении режима Трухильо в Доминикане |
| 157 | 17 сентября 1960 года | 8—2—1 Против: СССР, Польша Воздерж.:Франция                   | Экстренная сессия Ген.Ассамблеи в связи с Конголезским кризисом |
| 158 | 28 сентября 1960 года | 11—0—0                                                        | Прием новых членов: Сенегал |
| 159 | 28 сентября 1960 года | 11—0—0                                                        | Прием новых членов: Мали |
| 160 | 28 октября 1960 года  | 11—0—0                                                        | Прием новых членов: Нигерия |
| 161 | 21 февраля 1961 года  | 9—0—2 Воздерж.:СССР, Франция                                  | Смерть Патриса Лумумбы, вывод не входящих в ООН войск из Конго |
| 162 | 11 апреля 1961 года   | 8—0—3 Воздерж.:СССР, Цейлон, ОАР                              | Резолюция смешанной израильско-иорданской комиссии по перемирию в Израиле |
| 163 | 9 июня 1961 года      | 9–0–2 Воздерж.:Франция, Великобритания                        | Война за независимость Анголы |
| 164 | 22 июля 1961 года     | 10—0—0 Франция не голосовала как сторона конфликта            | Тунисско-французский конфликт |
| 165 | 26 сентября 1961 года | 11—0—0                                                        | Прием новых членов: Сьерра-Леоне |
| 166 | 25 октября 1961 года  | 9—0—1 Воздерж.:США Не голосовала: Китайская Республика        | Прием новых членов: Монголия |
| 167 | 25 октября 1961 года  | 9—1—1 Воздерж.:СССР Против: ОАР                               | Прием новых членов: Мавритания |
| 168 | 3 ноября 1961 года    | 11—0—0                                                        | Предложение выборов Генсека ООН |
| 169 | 24 ноября 1961 года   | 9—0—2 Воздерж.:Франция, Великобритания                        | Конголезский кризис;сепаратизм в Катанге; нападения на войска ООН |
| 170 | 14 декабря 1961 года  | 11—0—0                                                        | Прием новых членов: Республика Танганьика |
| 171 | 9 апреля 1962 года    | 10—0—1 Воздерж.:Франция                                       | Осуждение Израиля и Сирии за военные действия у Тивериадского озера. |
| 172 | 26 июля 1962 года     | 11—0—0                                                        | Прием новых членов: Руанда |
| 173 | 26 июля 1962 года     | 11—0—0                                                        | Прием новых членов: Бурунди |
| 174 | 12 сентября 1962 года | 11—0—0                                                        | Прием новых членов: Ямайка |
| 175 | 12 сентября 1962 года | 11—0—0                                                        | Прием новых членов: Тринидад и Тобаго |
| 176 | 4 октября 1962 года   | 10—0—1 Воздерж.:Китайская республика                          | Прием новых членов: Алжир |
| 177 | 15 ноября 1962 года   | 11—0—0                                                        | Прием новых членов: Уганда |
| 178 | 24 апреся 1963 года   | 11—0—0                                                        | Нарушения территориальной целостности Сенегала португальскими войсками |
| 179 | 11 июня 1963 года     | 10—0—1 Воздерж.:СССР                                          | Гражданская война в Северном Йемене |
| 180 | 31 июля 1963 года     | 8—0—3 Воздерж.:Франция, Великобритания, США                   | Португальская империя |
| 181 | 7 августа 1963 года   | 9—0—2 Воздерж.:Франция, Великобритания                        | Наращивание вооружений и апартеид в Южной Африке |
| 182 | 4 декабря 1963 года   | 11—0—0                                                        | Апартеид в Южной Африке |
| 183 | 11 декабря 1963 года  | 10—0—1 Воздерж.:Франция                                       | Португальские колонии |
| 184 | 16 декабря 1963 года  | 11—0—0                                                        | Прием новых членов: Занзибар |
| 185 | 16 декабря 1963 года  | 11—0—0                                                        | Прием новых членов: Кения |
| 186 | 4 марта 1964 года     | 11—0—0                                                        | Рекомендация ввода миротворцев на Кипр |
| 187 | 13 марта 1964 года    | 11—0—0                                                        | Ввод миротворцев ООН на Кипр |
| 188 | 9 апреля 1964 года    | 9—0—2 Воздерж.:Великобритания, США                            | Британские атаки в Йемене и нарушение воздушного пространства ФЮА |
| 189 | 4 июня 1964 года      | 11—0—0                                                        | Нарушение границы Камбоджи войсками Южного Вьетнама |
| 190 | 9 июня 1964 года      | 7—0—4 Воздерж.:Великобритания, США, Франция, Бразилия         | Суд в Ривонии |
| 191 | 18 июня 1964 года     | 8—0—3 Воздерж.:Франция, СССР, Чехословакия                    | Апартеид в Южной Африке |
| 192 | 20 июня 1964 года     | 11—0—0                                                        | Продление пребывания миротворцев ООН на Кипре на 3 месяца |
| 193 | 25 сентября 1964 года | 9—0—2 Воздерж.:СССР, Чехословакия                             | Призыв к Турции прекратить огонь на Кипре |
| 194 | 25 сентября 1964 года | 11—0—0                                                        | Продление пребывания миротворцев ООН на Кипре на 3 месяца |
| 195 | 9 октября 1964 года   | 11—0—0                                                        | Прием новых членов: Малави |
| 196 | 30 октября 1964 года  | 11—0—0                                                        | Прием новых членов: Мальта |
| 197 | 30 октября 1964 года  | 11—0—0                                                        | Прием новых членов: Замбия |
| 198 | 18 декабря 1964 года  | 11—0—0                                                        | Продление пребывания миротворцев ООН на Кипре на 3 месяца |
| 199 | 30 декабря 1964 года  | 10—0—1 Воздерж.:Франция                                       | Призыв прекратить вмешательство во внутренние дела Конго |
| 200 | 15 марта 1965 года    | 11—0—0                                                        | Прием новых членов: Гамбия |